# Peter Wagner
Peter Wagner (né  le 18 septembre 1956 à Lütjenburg, Holstein) est un chercheur en sociologie allemand . Ses recherches portent sur la modernité à travers les institutions et le discours des intellectuels.

## Carrière
Il a enseigné la théorie sociale et la philosophie politique à l'Institut universitaire européen de Florence, la sociologie à l'université de Warwick et il est professeur et chercheur à l'Institució Catalana de Recerca i Estudis Avançats (ICREA) de l'université de Barcelone.

## Œuvres

### Ouvrages personnels
- Liberté et discipline : les deux crises de la modernité [« A Sociology of Modernity: Liberty and Discipline »]  (trad. de l'allemand), Paris, Éditions Métailié, coll. « Lecons De Choses », 1997, 325 p. (ISBN 2-86424-231-1)
- (en) A history and theory of the social sciences. Not all that is solid melts into air, Sage Publications Ltd, 2001, 200 p. (ISBN 978-0-7619-6569-5, lire en ligne)
- (en) Theorizing modernity. Inescapability and attainability in social theory, Sage Publications Ltd, 2001, 150 p. (ISBN 978-0-7619-5147-6, lire en ligne)
- (en) Modernity as Experience and Interpretation, Polity Press, 2008, 296 p. (ISBN 978-0-7456-4219-2, lire en ligne)
- Sauver le progrès : Comment rendre l'avenir à nouveau désirable, La Découverte, 2016, 192 p. (ISBN 978-2-7071-8366-8)

### Ouvrages collectifs
- Peter Wagner, Bénédicte Zimmermann, Claude Didry, Le Travail et la nation : Histoire croisée de la France et de l'Allemagne, Paris, Éditions de la Maison des sciences de l'homme, 1999, 404 p. (ISBN 978-2-7351-0823-7, lire en ligne)

### Direction d'ouvrages collectifs
- (en) The Languages of Civil Society, Berghahn Books, 2006, 258 p. (ISBN 978-1-84545-119-6, lire en ligne)
- (it) Heidrun Friese, Antonio Negri, Peter Wagner, Europa politica. Ragioni di una necessità, Rome, manifestolibri, 2002, 286 p. (ISBN 88-7285-265-X)

### Articles
- « From interpretation to civilization – and back », European Journal of Social Theory, 2010
- (en) The Politics of Crowds : An Alternative History of Sociology, European Journal of Social Theory, 17, 1, 2014, p. 119-122